# Прапор Слов'янки
Пра́пор Слов'я́нки — один з офіційних символів села Слов'янка Межівського району Дніпропетровської області, затверджений 10 листопада 2010 р. рішенням № 132-18/V Слов'янської сільської ради.
Квадратне синє полотнище, на якому жовтий соняшник між двома жовтими колосками, знизу пурпурова смуга (завширшки 1/5 сторони прапора).
Автор — В. І. Григоренко.